# Jens Jørn Spottag
Jens Jørn Spottag (født 13. december 1957 i Odder) er en dansk skuespiller.
Han er uddannet fra Odense Teater i 1983 og arbejdede herefter en række år som freelance på forskellige teatre, inden han i 1989 blev ansat på Aalborg Teater.
Han har også været tilknyttet Café Teatret, Teatret ved Sorte Hest, Mungo Park og Det Kongelige Teater.
Blandt de teaterstykker han har optrådt i kan nævnes Lang dags rejse mod nat, Mein Kampf, Et dukkehjem, Knive i høns, Judith, En fauns død, Hamlet, Enigma, Faust og ikke mindst Woyzek, der bragte ham på verdensturné med forestillingen.
På tv har han bl.a. haft roller i serierne Bryggeren, TAXA, Karrusel, Rejseholdet, Edderkoppen, Krøniken, Ørnen, Album, Arvingerne og Sygeplejeskolen. På film har han især gjort sig bemærket med sin hovedrolle i Hvidsten Gruppen.
Han var fra 1985 til 2005 gift med skuespillerkollegaen Dea Fog, som han har 2 døtre med; Den ældste datter, Ena, er også gået skuespillervejen, og yngste Laura, er under uddannelse for samme. Han danner i dag par med skuespillerinden Tammi Øst.

## Filmografi
| - En verden til forskel (1989) - Lykken er en underlig fisk (1989) - Sort høst (1993) - Carmen & Babyface (1995) - Elsker, elsker ikke (1995) - Ernst & Lyset (1996) - Drengen i himlen (1997) - Sekten (1997) - Afmagt (1998) - Idioterne (1998) - Den nye mand (2003) - Kongekabale (2004) - Fucking 14 (2004) - Silkevejen (2004) - Inkasso (2004) - Drømmen (2006) - The Journals of Knud Rasmussen (2006) - Marias menn (2006) - Anja og Viktor - brændende kærlighed (2007) - Den Sorte Madonna (2007) - To verdener (2008) - Blå mænd (2008) - Lille soldat (2008) - Hvidsten Gruppen (2012) - Kapgang (2014) - Der kommer en dag (2016) - Hvor kragerne vender (2020) | - Een gang strømer... (1987) - Bryggeren (1997) - Riget II (1997) - Taxa (1998-1999) - Dybt vand (1999) - Edderkoppen (mini-serie) (2000) - Rejseholdet (2000) - De udvalgte (2001) - Skjulte spor (2003) - Langt fra Las Vegas (2003) - Krøniken (2005) - Ørnen (2004-2006) - Forbrydelsen (2007) - Anna Pihl (2007) - Nomalerweise (2008) - Album (2008) - Livvagterne (2009) - Lærkevej (2009-) - Arvingerne (2014-2015) - Badehotellet (2022, sæson 9) - Sygeplejeskolen (2018-nu) |